# Bill Hudson (sciatore)
William Walker Hudson, detto Bill (Los Angeles, 27 giugno 1966), è un ex sciatore alpino statunitense.

## Biografia
Hudson, specialista delle prove veloci originario di Squaw Valley, debuttò in campo internazionale in occasione dei XV Giochi olimpici invernali di Calgary 1988, sua unica presenza olimpica, dove si classificò 30º nel supergigante e non completò la discesa libera e la combinata; in Coppa del Mondo ottenne il primo piazzamento il 20 marzo dello stesso anno a Åre in combinata (14º) e il miglior risultato il 21 gennaio 1990 a Kitzbühel nella medesima specialità (10º).
Sempre a Kitzbühel durante la discesa libera di Coppa del Mondo del 12 gennaio 1991 subì un grave infortunio, che ne compromise la carriera; ai Mondiali di Morioka 1993 arrivò 28º nella discesa libera, suo unico piazzamento iridato, e si ritirò al termine della stagione 1992-1993: il suo ultimo piazzamento agonistico fu il 49º posto ottenuto nel supergigante di Coppa del Mondo disputato il 7 marzo ad Aspen.

## Palmarès

### Coppa del Mondo
- Miglior piazzamento in classifica generale: 80º nel 1990

### Campionati statunitensi
- 3 medaglie (dati parziali):
  - 1 oro (combinata[2] nel 1989)
  - 2 bronzi (discesa libera, supergigante[3] nel 1989)